# Época garciana
La época garciana, período garciano o simplemente garcianismo, es la etapa comprendida en la historia del Ecuador entre 1861 y 1875, tomando este nombre por la destacada influencia ejercida por Gabriel García Moreno. Este período también incluye los mandatos de Jerónimo Carrión y Javier Espinosa y Espinosa que llegaron a la presidencia gracias al apoyo de García Moreno. Esta época llegó a su fin por el asesinato de García Moreno el 6 de agosto de 1875, quien había sido reelecto mediante sufragio popular para una tercera presidencia que debía durar 6 años.
El garcianismo se caracterizó por ser un régimen civilizador inspirado en la doctrina política conservadora y católica. García Moreno fue el constructor y reformador del Ecuador. Estableció el sufragio universal, impulsó la cultura, la técnica y la ciencia. Creó un sistema vial a nivel nacional y construyó el ferrocarril. La educación fue una base fundamental para la creación del Estado Nacional, siendo gratuita en todos sus niveles y beneficiándose también de este programa las mujeres y los indígenas.
Reformó a la Iglesia ecuatoriana a través de un concordato con la Santa Sede, disciplinó al ejército e implantó el orden público incluso con fusilamientos siguiendo el ejemplo de Vicente Rocafuerte y Diego Portales a quienes admiraba notablemente. También se destacan los muchos indultos con los que benefició a sus más detractores políticos.

## Historia

### Antecedentes e inicio
Con el Marcismo en el poder el Ecuador tenía las mismas divisiones regionalistas que durante el régimen de Flores. La inestabilidad provocó la caída de Ascasubi y Noboa. Urbina y Robles trajeron cierta estabilidad, pero la guerra con Perú causó el fin del gobierno de Robles.

#### Los Gobiernos de la Crisis
En 1858, Robles, sufriendo gran oposición en Quito, trasladó la capital a Riobamba el 4 de noviembre y el 12 de enero a Guayaquil para defenderla de la ofensiva peruana. 
En los siguientes meses, hubo mediaciones internacionales por parte de Nueva Granada, Chile y el Cauca, los cuales proponian la partición del Ecuador a favor de Perú, mientras que en abril de 1859, Tomás Maldonado, comandante de la División de Artillera de Guayaquil apresó a Robles y a Urbina, pero fueron liberados por Guillermo Franco Herrera.
En mayo de ese año, el país se empezó a desmembrar. Quito desconoció a Robles por el traslado de la capital, formando un Gobierno Provisorio formado por Gabriel García Moreno, Jerónimo Carrión y Pacífico Chiriboga, el cual fue derrotado al mes siguientes por Urbina, teniendo García Moreno que huir a Perú, obteniendo ayuda por parte del Presidente de ese país. El 6 de mayo, Jerónimo Carrión se proclamó Presidente de la República en Cuenca, pero fue derrotado un día después.

En julio, García Moreno, denominándose a sí mismo Jefe Supremo de la República, regresó a Guayaquil, proponiéndole a Guillermo Franco desconocer a Robles y convocar a elecciones, aceptándolo, nombrándose Jefe Supremo de Guayaquil. Robles en respuesta, trasladó la capital a Riobamba y le declaró la guerra, esperando a Urbina para atacarlo, pero este no llegó, por lo que el presidente se trasladó a Babahoyo. Mientras tanto, Rafael Carvajal, miembro del vencido Gobierno Provisorio de Quito, regresó de su exilio a Colombia y atacó el norte del país. El 31 de agosto, Robles renuncia a la Presidencia de la República.

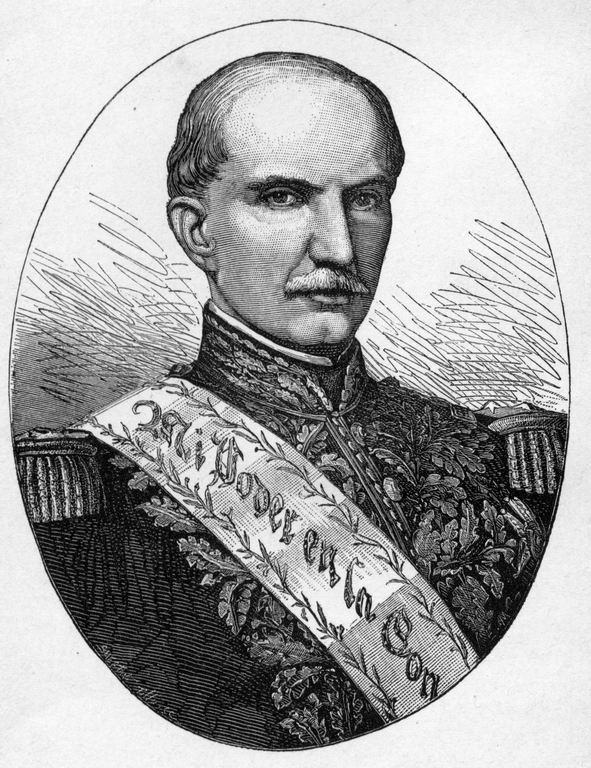
Gabriel García Moreno, Presidente del Gobierno Provisorio de Quito
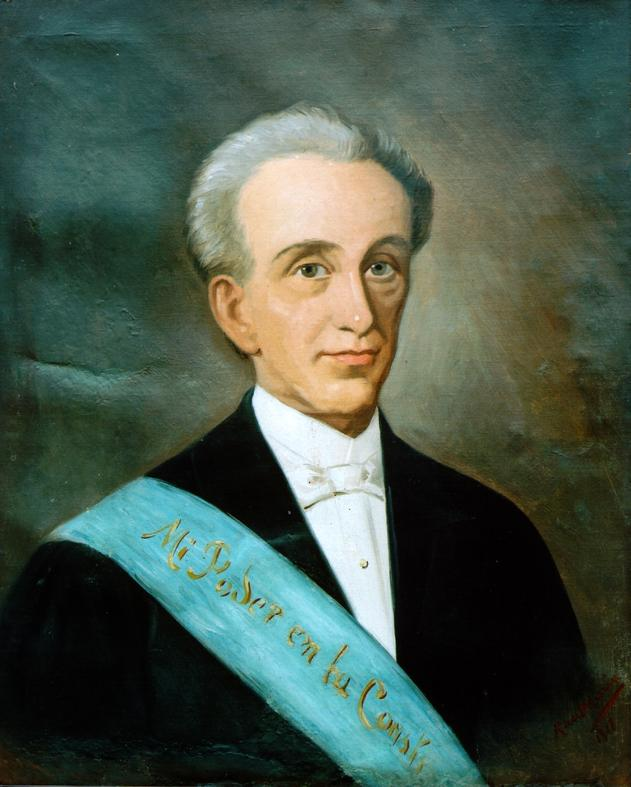
Jerónimo Carrión, Miembro del Gobierno Provisorio de Quito
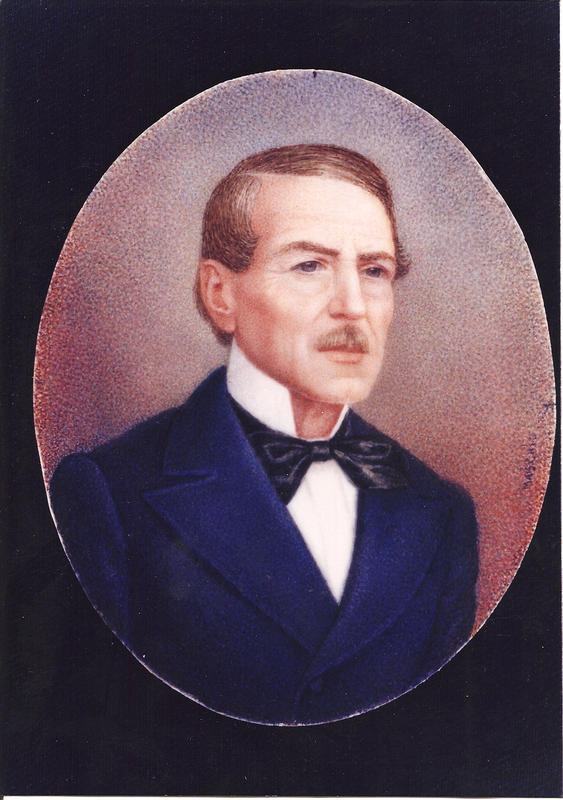
Pacífico Chiriboga, Miembro del Gobierno Provisorio de Quito
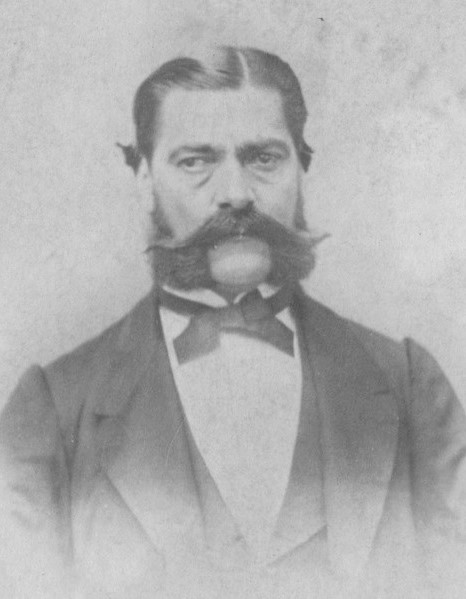
Rafael Carvajal, Miembro del Gobierno Provisorio de Quito
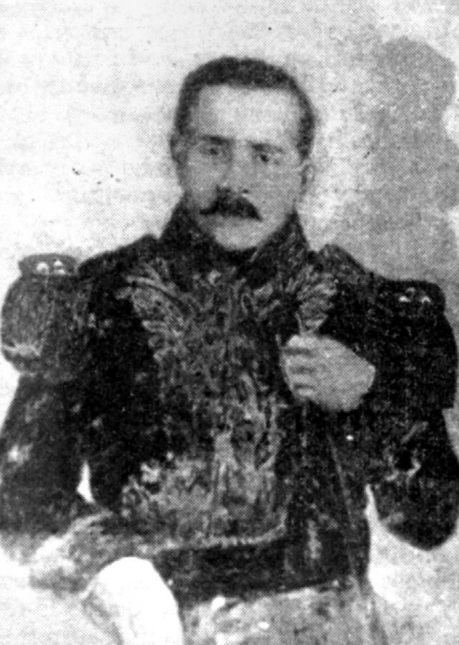
Guillermo Franco, Jefe Supremo de Guayaquil
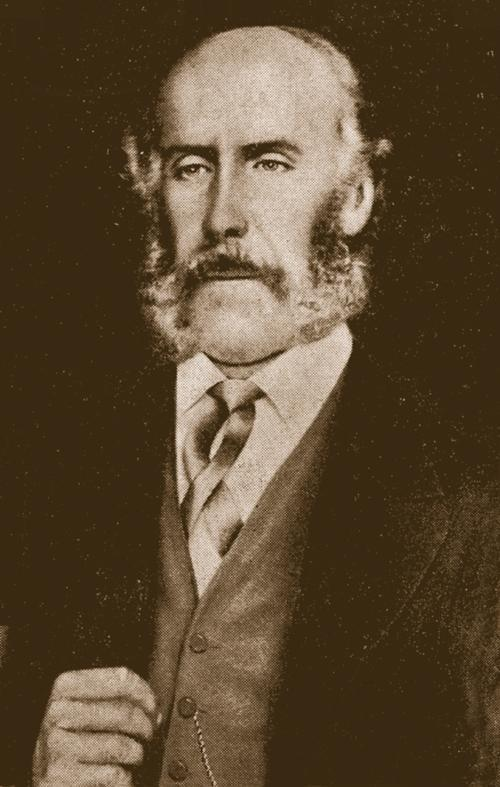
Manuel Carrión Pinzano, Jefe Supremo del Distrito Federal Lojano

Carvajal al inicio de septiembre restauró el Gobierno Provisorio en Tulcán, Ibarra y Quito. El 13 de septiembre, Robles y Urbina huyeron del país, mientras que el Estado de Cauca y Perú, suscribían un tratado en el cual se repartían el territorio ecuatoriano. Franco oficializaba el 17 de septiembre su nombramiento como Jefe Supremo del Guayas y Cuenca, sin acoplar a Babahoyo, Vinces y Daule, que apoyaban a Quito. El 18, Manuel Carrión era proclamado Jefe Civil y Militar de Loja, quien convocó una asamblea, donde se proclamó el Gobierno Federal de Loja.
El Gobierno de Quito logró normalizar las relaciones con Perú y adhirió a Cuenca bajo Ramón Borrero. Perú, para manejar de mejor manera el conflicto limítrofe, propuso a los diferentes gobiernos la unidad, la cual fue rechazada. El 13 de noviembre, Cuenca fue tomada por Franco, adhiriéndose a la Jefatura del Guayas. El 19, Franco aceptó la propuesta del Presidente de Perú y comenzaron las negociaciones entre los gobiernos de Quito, Guayaquil y Loja.
García Moreno, ante la desmembración del estado, propuso en diciembre que Ecuador se vuelva un protectorado de Francia. En 1860, Franco y Perú llegaban a un acuerdo territorial, prometiéndole al Jefe de Guayaquil convertirse en Presidente de Ecuador, provocando la ira de los otros gobiernos, que se re unificaron para luchar contra Franco. García Moreno, para combatir a Franco, aceptó la ayuda de Juan José Flores, quien fue designado Director Supremo de la Guerra. El Gobierno de Quito triunfó en Guayaquil el 24 de septiembre, reunificando al estado, convocando rápidamente a una Asamblea Constituyente, la cual en 1861 nombró a García Moreno presidente interino.

### Gobiernos de la época

#### Primer gobierno de García Moreno (1861-1865)
Una vez derrotadas las fuerzas de la dictadura de Guillermo Franco Herrera, apoyadas por el gobierno peruano de Ramón Castilla, el 24 de septiembre de 1860, García Moreno reunificó la República del Ecuador tras la crisis de 1859-1860. 

El primer gobierno de García Moreno transcurrió en un ambiente de constante agitación política, provocado principalmente por la revuelta popular urvinista que se mantuvo latente hasta 1865, año en el que los Generales José María Urbina y Viteri y Francisco Robles (levantados en armas en el Puerto de Guayaquil, y ya electo Jerónimo Carrión presidente) fueron derrotados en la famosa batalla naval de Jambelí. 

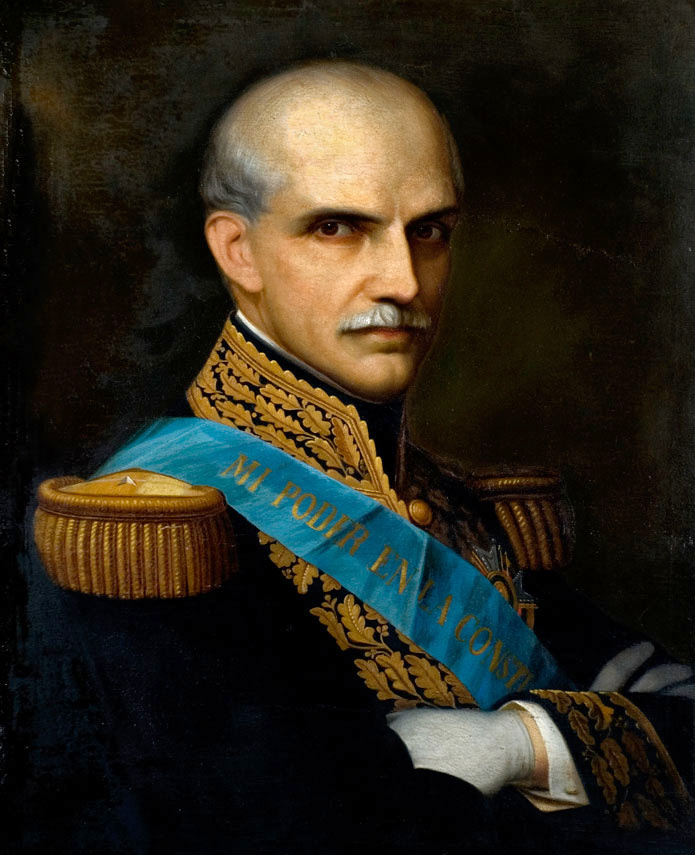
Gabriel García Moreno fue un abogado, estadista, político, escritor y periodista ecuatoriano

García Moreno y sus colaboradores vieron en la Constitución de 1861 la causa del estado de convulsión y anarquía que reinaba en el país. Inspirada en los mismos principios semifederalistas de la de 1852, sancionó un sistema político descentralizado, garantizado a los poderes seccionales y provinciales una amplia autonomía administrativa con respecto al poder central, pero limitando sus atribuciones y sujetándose al control de un Consejo de Estado, creado con ese fin. 
Fundado en el principio de la insuficiencia de las leyes, García Moreno infringió sistemáticamente la Carta Fundamental, y por la religión, la moral y el orden implementó una política estricta y autoritaria. 
García Moreno desplegó una enorme actividad organizativa poniendo en marcha un ambicioso programa de reformas administrativas y económicas, que se cristalizó, definitivamente, en su segunda administración, con un éxito sin procedentes en la historia del país.
Su política internacional se la considera de lo mejor, ya que impidió que los dos vecinos, Perú y Nueva Granada, arrebataran territorios a la República del Ecuador . Tuvo dos enfrentamientos armados con Nueva Granada, en las cuales salió derrotado. Pero por su gran genio político consiguió excelentes tratados de paz, que a consideración de muchos biógrafos, parecía más bien que el Ecuador hubiese ganado las guerras. Fue calificado de antiamericana por los peruanos debido a su posición neutral con respecto al conflicto peruano hispano de 1864. Cabe recalcar que ese mismo lineamiento de neutralidad la tenía tanto Chile como Bolivia.  Debido a la grave crisis interna y al peligro internacional que causó el Perú con su invasión a los territorios ecuatorianos entre 1859 y 1860, García Moreno intentó conseguir un Protectorado francés. Esta petición de protectorado causó gran polémica, no tanto en la República del Ecuador, sino más bien en el Perú, cuyo gobierno buscaba cualquier pretexto para desestabilizar al Gobierno ecuatoriano.  El Ecuador fue la única nación en el mundo que rechazó la unificación italiana y que salió en defensa del papa Pío IX. Este evento sucedió en 1870.

#### Gobiernos de Jerónimo Carrión y de Javier Espinoza
Cumplidos sus cuatro años de gobierno, Jerónimo Carrión, con su apoyo y el de sus partidarios, triunfó en las elecciones de 1865. Carrión duró menos de dos años en el poder. Abandonado por García Moreno, que esperó encontrar en él un sucesor, con una oposición antigarciana fortalecida y tras un conflicto con el Congreso, fue obligado a dimitir en noviembre de 1867. Mediante nuevas elecciones en 1868, Javier Espinosa y Espinosa lo reemplazó en la presidencia. Como Carrión, Espinosa tampoco terminaría su periodo presidencial. 

#### Tercer gobierno de García Moreno (1869-1875)
En el contexto de una nueva crisis política en 1869 (aunque no de las dimensiones de la de 1859), García Moreno destituyó a Espinosa; se proclamó Jefe Supremo de la República y convocó a una Asamblea Constituyente, la octava en lo que va del siglo, que se reunió en Quito en mayo de ese año. 
Los asambleístas, en la mayoría correligionarios de García Moreno, lo eligieron Presidente Constitucional e, inspirados en su pensamiento político, redactaron una nueva Constitución (1869), la misma que fue aprobada mediante consulta popular en 1869.
A diferencia de la de 1861, esta Constitución o "Carta Negra", como fue llamada por sus oponentes, fue unitaria y centralista: sometió a las provincias y a los municipios a la autoridad del poder central e hizo de la primera "la unidad fundamental de la división territorial del país". Pero a más de estas disposiciones, que ya daban un enorme poder al presidente, reimplantó la pena de muerte por delitos políticos, amplió a seis años el período presidencial, contempló la reelección inmediata e impuso la religión católica como condición para ser ciudadano ecuatoriano.

El modelo de economía agroexportadora, modelo que, como veremos más tarde, se consolidó en la siguiente etapa (1869-1875); la configuración al interior de la élite costeña "de una nueva clase, la burguesía comercial y bancaria", pequeño grupo de personas vinculadas a las actividades agroexportadoras, y también al inicio de una importante migración campesina de la sierra a la costa, propiciada por los grandes propietarios de las plantaciones cacaoteras, que gracias a ello pudieron obtener mano de obra barata, uno de entre otros factores que permitió estimular la demanda cacaotera.

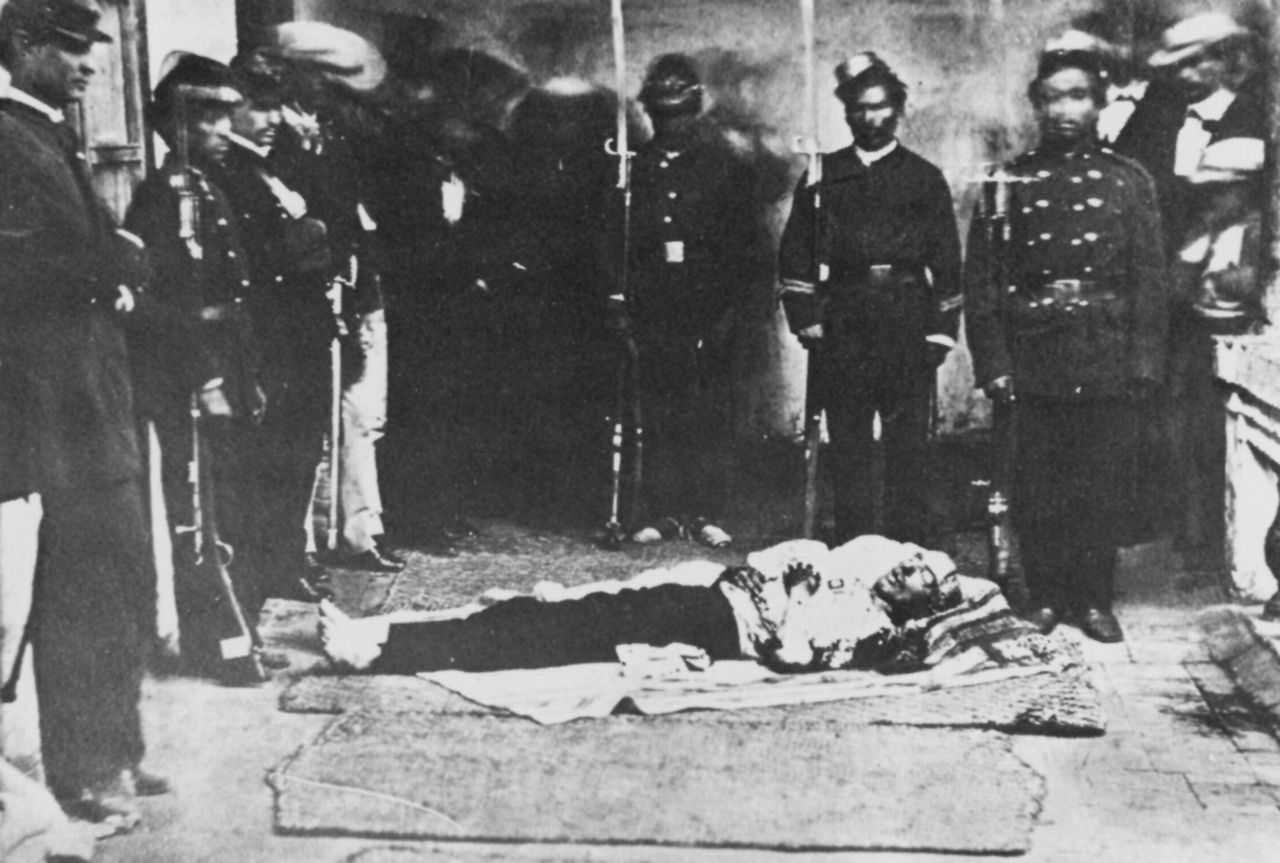
El recién reelecto presidente García Moreno murió el 6 de agosto de 1875

### Fin de la época
Se acercaba el final del período presidencial y García Moreno se aprestaba a buscar su reelección, "tendré que ver en el voto del pueblo la voluntad de Dios y aceptaré sin vacilar", había dicho. Los periodistas Federico Proaño y Miguel Valverde, desde el periódico La Nueva Era, criticaron acremente su pretendida reelección.
Fue reelegido presidente en las elecciones presidenciales realizadas del 3 al 5 de mayo de 1875. El 6 de agosto de 1875 el Palacio de Carondelet en Quito fue escenario del asesinato del presidente Gabriel García Moreno.
La Constitución de 1869 fue derogada en 1876, después de un año del asesinato del presidente García Moreno, durante la presidencia de Ignacio de Veintimilla, luego de acontecido el derrocamiento de Antonio Borrero, lo que constituyó el fin del Garcianismo.

## Ideología
El conservadurismo será la ideología que domina en esta época, tras el marcismo liberal que terminó en el militarismo de José María Urbina. Tanto el catolicismo como la búsqueda de convertir al Ecuador en un estado nación contemporáneo; siendo objetivos que influenciaron en los distintos campos del país. 

### El estado nación

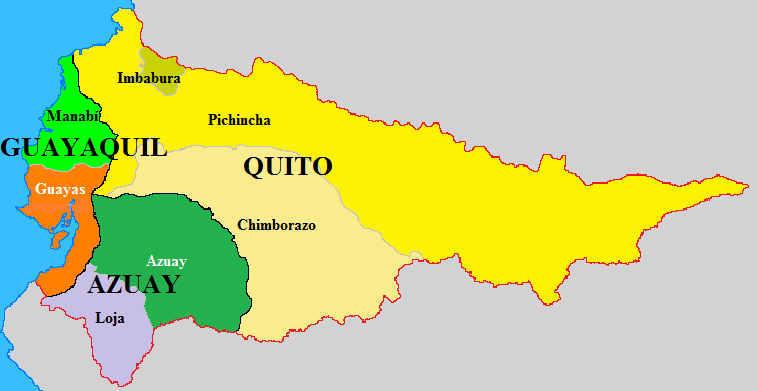
Mapa del Ecuador de 1832 durante la Dominación Floreana. El país continuaba dividido entre los regionalismos de Quito, Guayaquil y Cuenca (Azuay en el mapa).

Heredero de una marcada regionalización, existente desde finales de la época colonial y agudizada en la Gran Colombia, el Ecuador nació a la vida independiente profundamente fragmentado, fragmentación que lejos de disminuir durante las tres primeras décadas republicanas se profundizó aún más a consecuencia del desarrollo de las diferencias regionales entre Quito (sierra-centro norte), Guayaquil (costa) y Cuenca (sierra-sur). En tales circunstancias, y tras la crisis de 1859, el régimen garciano se enfrentó al reto de la integración nacional. Aunque esta no era la primera vez que se hacía un esfuerzo en tal sentido, Gabriel García Moreno puso en marcha un peculiar proyecto político organizado sobre la base de los principios, visiones y formularios religiosas que, en un país tradicionalmente católico como éste, él consideró el recurso más eficaz a través del cual unificar nacionalmente a la población ecuatoriana. 
Indudablemente, el proyecto garciano no fue producto exclusivo de la decisión personal del Presidente. Por el contrario, fue el resultado de las particulares condiciones históricas que el país atravesaba en ese momento, condiciones que demandaron la puesta en marcha de un proceso de modernización y centralización estatal, cuya materialización dependió, entre otros, de las alianzas y acuerdo entre las élites regionales, tradicionalmente en pugna, por el control del poder. 
En tales circunstancias, la doble procedencia regional de García Moreno natural y adquirida ,le convirtió en el hombre apropiado para establecer ese necesario puente político entre los generalmente contradictorios intereses de las élites de la sierra y de la costa, en un momento histórico en el que la costa miraba más sus intereses vinculados al comercio internacional.

### Educación

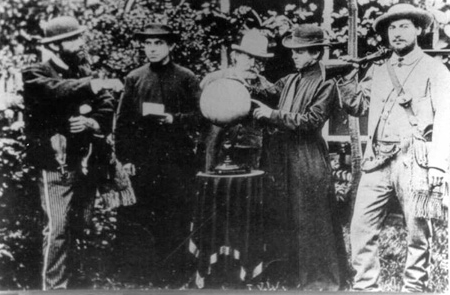
Fundadores de la Escuela Politécnica Nacional, 5 de junio de 1869.

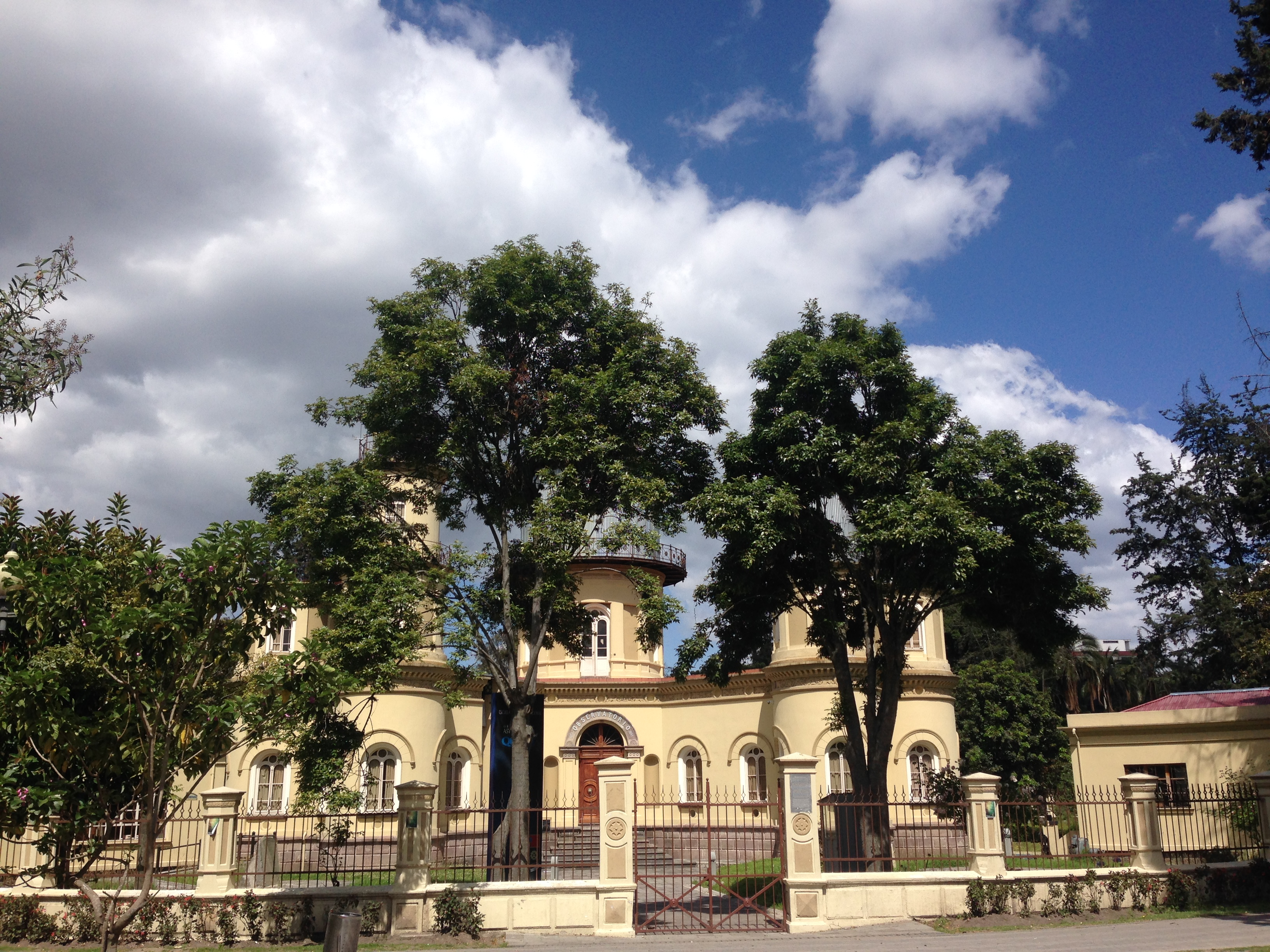
El Observatorio Astronómico de Quito fue considerado como el más avanzado de la época

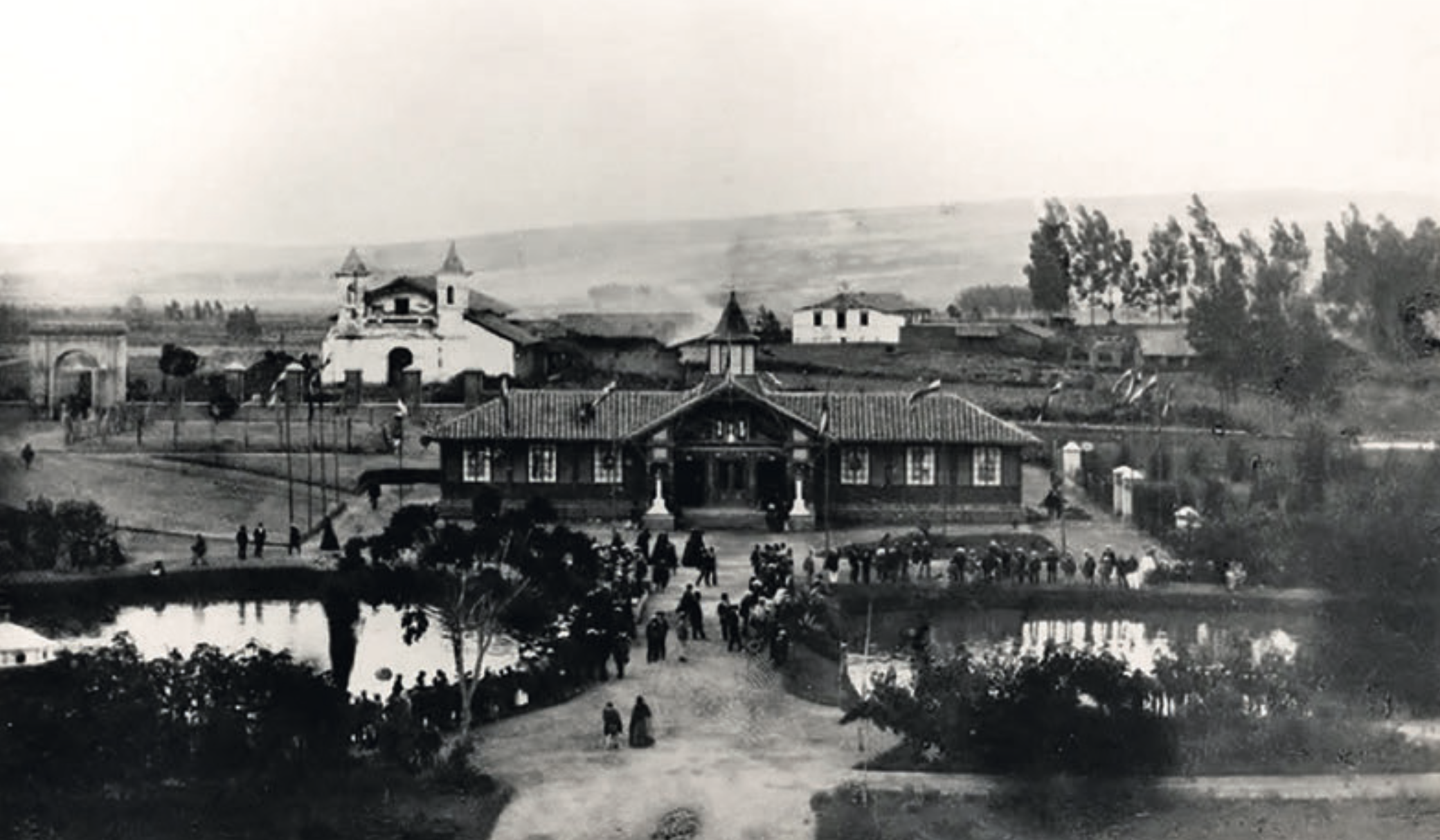
La Escuela Nacional de Bellas Artes de Quito en el Parque La Alameda.

Además de formar parte del plan de construcción de una identidad nacional, el cristianismo católico influenció en la educación donde se buscó integrar tanto a la ciencia como a la religión en un plan civilizador. Se pedirán desde Francia a religiosos académicamente preparados para establecer un sistema educativo similar al europeo, mientras se continuaba la “educación pública nacional” iniciada de Vicente Rocafuerte, aunque de una manera distinta al liberal.
A la mujer se la considerada “el puntal de la familia y base de la vida social, la que forma las costumbres y ejerce una eficaz y poderosa influencia en el destino y porvenir de las sociedades. Con este discurso se le educó en religión y en labores domésticas realizadas al interior del hogar.
La enseñanza primaria se convertía en obligatoria para ambos sexos, asegurando esto mediante la aplicación de multas y castigos para los padres, especialmente con los indígenas; y se encargó a diversas congregaciones religiosas la educación en distintos niveles. Desde 1869, la primaria en manos de los Hermanos de las Escuelas Cristianas, la secundaria de los jesuitas, y el aprendizaje de las niñas para las hermanas del Sagrado Corazón; para 1871 la enseñanza de los nuevos maestros estará en manos de los lasalianos con la creación de las primeras escuelas normales.
Esto en un contexto donde la Iglesia católica controlaba la labor educativa, llegando a censurarse libros. En 1871, se centralizaba la administración de las escuelas con la eliminación de los Consejos Académicos Municipales y la formación de un Consejo General de Educación. También se estableció un régimen común para la primaria y que los sueldos del magisterio serán pagados desde el tesoro nacional. 
En 1873, se llegó a la cantidad de 431 escuelas, de ellas 255 públicas y 176 privadas, con un alumnado de  22458 niños, igualmente existían colegios e institutos de especialización científica. La instituciones más importantes que se crearon fueron: la Escuela Politécnica Nacional, el Conservatorio Nacional de Música y la Escuela de Bellas Artes; con estos también se incluye el Observatorio Astronómico de Quito. En el método de enseñanza se llegó a aplicar severas sanciones escolares que fueron señaladas como crueles, frente a lo cual el gobierno buscó solucionarlos mediante una subida a los sueldos de 1 peso, ascendiendo a los 9 pesos mensuales.

### Derechos
El garcianismo fue considerado un régimen autoritario que violaría la constitución de 1861, creada en el inicio de la época y bajo la cual gobernó su primer periodo como "presidente constitucional", pues esta constitución no seguía un modelo centralista como pensaba García Moreno, ni federalista como querían los lojanos y cuencanos.
La constitución que sería calificada como liberal, esto pese a que prohibía el ejercicio de cualquier religión que no fuera la católica y una disposición transitoria que serviría para sentar las bases del régimen unitario centralizado, pues le permitía nombrar a los gobernadores provinciales durante ese periodo presidencial, anulando los efectos del artículo 95, donde se pretendía su elección mediante sufragio directo; a ello se incluyó el rechazo a darles poderes a los municipios.
Finalmente el modelo garciano encajó con una nueva constitución, la llamada Carta Negra, cuyo epíteto muestra el aprecio que obtuvo por parte del pueblo, llegando a ser considerada una de las causas de su asesinato. Esta constitución entregó el poder judicial a la presidencia con el nombramiento de los magistrados de la Corte Suprema de Justicia y el Tribunal de Cuentas de forma interina, a su vez el presidente podía ser reelecto de forma indefinida mientras existiese alternatividad entre el segundo y tercer período.
Con estos poderes, lanzó una represión en nombre del progreso; esto frente a una política de austeridad económica, la acumulación de riquezas en un grupo y la sobreexplotación de los trabajadores llevaran a protestas sociales; entre estas se puede indicar los alzamientos indígenas de Cañar- Azuay (1862) y en Chimborazo (1871); motivados por la resurrección de las mitas en donde terminaría siendo ejecutado el último descendiente de los Duchicelas el puruhá Fernando Daquilema.

## Economía
Durante esta etapa, la economía ecuatoriana vivió un importante despegue, relacionado con el auge de las exportaciones cacaoteras, consecuencia de la demanda internacional de ese producto, en particular para el mercado europeo y norteamericano que se hallaba en pleno proceso de crecimiento.
Sin duda el Ecuador se debatía bajo un régimen de contradictorias condiciones: al interior del propio aparato productivo, la modernidad (en parte producto de la inserción de la economía al mercado internacional y de sus presiones) y el arcaísmo convivían. Y es que tanto en las grandes plantaciones cacaoteras y de otros productos primarios (tagua, café o caucho), los campesinos, enrolados a esas actividades productivas, subsistían bajo relaciones precapitalistas de producción. Cosa parecida, bajo formas específicas, ocurría en las haciendas serranas.